# Міщенко Дмитро Олексійович
Дмитро́ Олексі́йович Мі́щенко (18 листопада 1921, Степанівка Перша — 4 квітня 2016, Київ) — український письменник, літературознавець, кандидат філологічних наук з 1955 року; член Спілки письменників України з 1956 року.

## Життєпис
Народився 18 листопада 1921 року в селі Степанівці Першій (нині Приазовський район Запорізької області, Україна) в селянській сім'ї. У 1941 році закінчив середню школу. У Червоній армії з серпня 1941 року. Після короткострокового навчання в Краснодарському мінометному училищі відбув на фронт німецько-радянської війни. Як командир батареї польової артилерії брав участь у боях на Південному, Сталінградському, Південно-Західному, Першому, Другому та Четвертому Українських фронтах, у штурмі Берліна і звільненні Праги. Нагороджений орденами Вітчизняної війни І ступеня (23 травня 1944), Червоної Зірки (23 жовтня 1944). Член ВКП(б) з 1945 року.
Протягом 1946—1951 років навчався на філологічному факультеті Київського державного університету імені Тараса Шевченка, а з 1951 по 1954 рік — в аспірантурі того ж університету. 1955 року захистив кандидатську дисертацію «Розвиток реалізму в творчості Михайла Коцюбинського».
Був на видавничий роботі, зокрема у 1954—1956 роках працював старшим редактором видавництва «Радянський письменник»; у 1956—1961 роках — заступником головного редактора Держлітвидаву України; у 1961—1964 роках — старшим редактором та у 1964—1973 роках — головним редактором видавництва «Радянський письменник». Помер у Києві 4 квітня 2016 року.

## Творчість
Друковатися почав з 1949 року (стаття «Великий реаліст» про Панаса Мирного). У творчому доробку — повісті, оповідання, романи, зокрема історичні. Писав про сучасність і героїчне минуле українського народу. Автор книжок:
оповідання і повісті
- «Сини моря» (1955);
- «Весняна повінь» (1960);
- «Батьківська лінія» (1960);
- «Доля поета» (1961);
- «Очі дівочі» (1964);
- «Шибенники» (1965);
- «Ніна Сагайдак» (1966; 1970, 1986 — російською);
- «У морі затишку немає» (1970);
- «Віра, надія, любов» (1971; 1979, 1991 — російською);
- «Особисто відповідальний» (1973; 1974 — російською; 1978 — болгарською);
- «Земля гонить соки» (1976);
- «Друге заміжжя» (1980);

романи
- «Сіверяни» (1959, 1961, 1969, 1981, 1999; 1972 — російською; 1986 — англійською);
- «Чому несходяться дороги» (1963, 1967, 1971; 1974 — російською);
- «Вітри приносять грозу» (1968, 1971, 1981; 1979 — російською);
- «Честь роду» (1977, 1986);
- «Найвищий закон» (1978, 1981; 1986, 1991 — російською);
- «Синьоока Тивер» (1983, 1985, 1986, 1991; 1990—1991, 1996 — російською);
- «Лихі літа ойкумени» (1985, 1991; 1990-91 — російською);
- «Розплата» (1987, 1991);
- «Полювання на Жар-птицю» (1990);
- «Хліб наш насущний» (1990);
- «Бунтівний князь» (1993);
- «Батальйон необмундированих» (1995; 1991 — російською);
- «Згубні вітри над оазою» (1997);
- «Не полишу тебе самотньою» (1997).

Автор монографії «Розвиток реалізму в творчості Михайла Коцюбинського» (1957).
1991 у Києві вийшло 2-томне видання «Вибрані твори».
В останні роки життя часто виступав у пресі з публіцистичними статтями.

## Відзнаки
- Медаль «За трудову відзнаку» (1971);
- Грамота Президії Верховної Ради УРСР (1981);
- Медаль Антона Макаренка (1982, за роман «Вітри приносять грозу»);
- Премія імені Фадєєва (1989);
- Державна премія України імені Тараса Шевченка (1993, за збірки «Полювання на жар-птицю» та «Особисто відповідальний»)[3].

## Сім'я
- Батько Олексій Михайлович (1884—1924) і мати Параска Опанасівна (1883—1953) — селяни;
- Дружина Ніна Василівна (нар. 1929) — учителька української мови і літератури, пенсіонерка;
- Син Михайло (нар. 1962) — український соціолог, кандидат соціологічних наук, старший науковий співробітник Інституту соціології НАН України, старший консультант Національного інституту стратегічних досліджень, заступник директора соціологічних програм Центру Разумкова;
- Син Дмитро (1964) — провідний інженер Інституту електрозварювання імені Євгена Патона НАН України[3].